# 裂肛

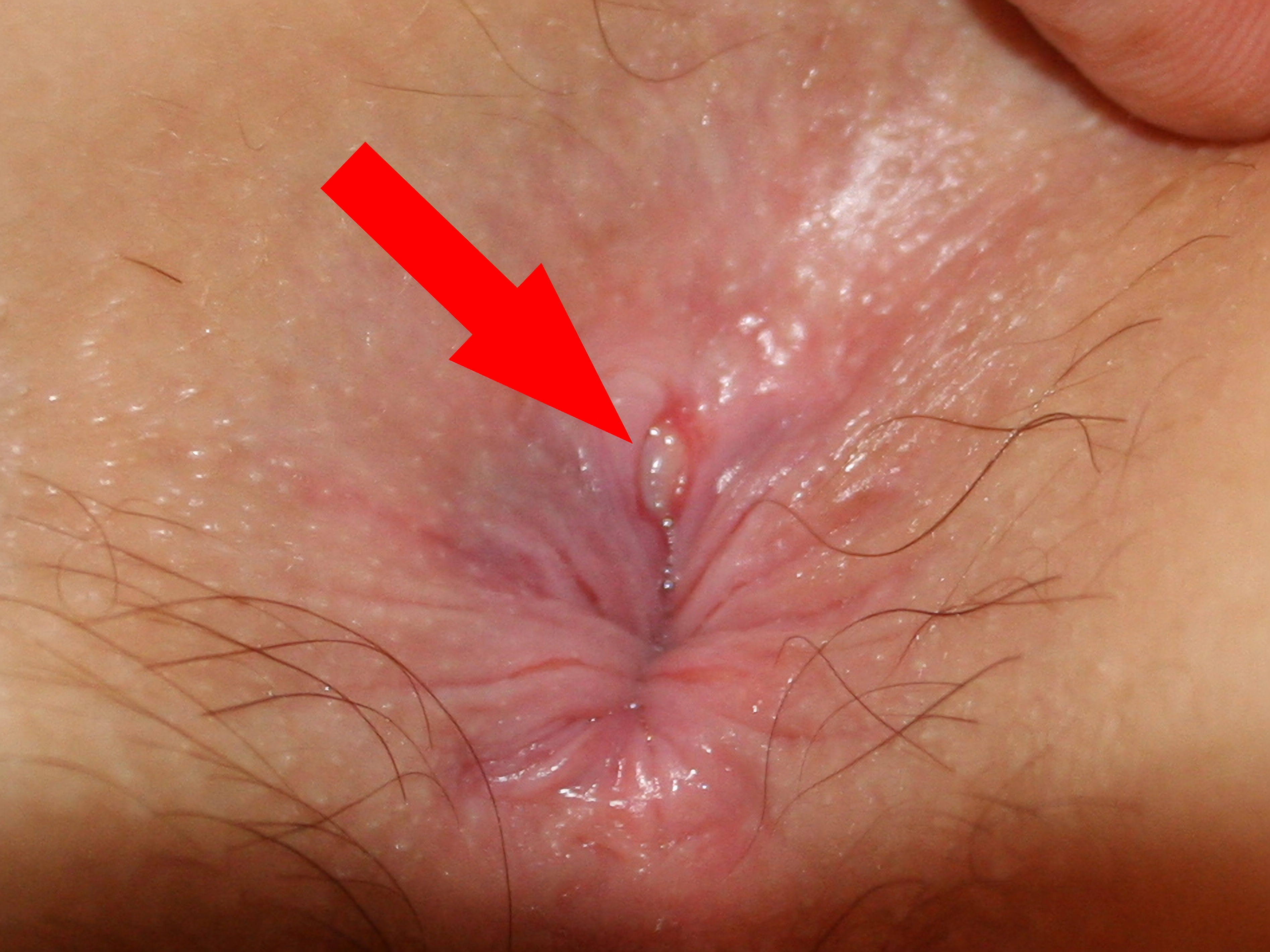
裂肛状態の肛門部

裂肛（れっこう、英語: anal fissure）は、一般に切れ痔と呼ばれるもので、便秘などが原因で硬い便が出た場合などに、肛門部が切れることによって生じる。
裂肛になると、歯状線よりも外側には痛覚があるため、排便時に鋭く強い痛みが起こることが多い。また排便時以外には痛みではなく痒みを感じることもある。痔核と比べると出血量は少ない。トイレットペーパーで拭いた時に少量の鮮血が付着する程度である。
軽度の裂肛は、緩下剤（便を軟らかくすることを目的とする弱い下剤。軟便剤）や外用薬などで治療する。同時に排便方法など生活習慣の改善を指導することもある。排便時に鋭い痛みがあるから排便を控え、排便を控えることが便を硬くし、硬い便が出ることでさらに切れて痛むという悪循環に陥っている患者もいるが、この場合などは放置すると慢性化しかねない。なお肛門の緊張が非常に強い場合には、肛門括約筋を伸ばし（切開は行わないで）肛門を広げることもある。また稀に肛門括約筋を僅かに切開するという手術を行う場合もある。しかし基本的には薬で治すことが一般的である。
慢性化（常に同じ場所が切れ、傷が深くなる）すると、肛門狭窄（肛門が細くなること）を起こすことにより、さらに切れやすくなる。こうなってしまうと薬で治すことは難しくなる。慢性化した裂肛周囲には肛門ポリープや見張り疣とよばれる突起が出来やすい。さらには化膿して痔瘻を生じることもある。痔瘻を生じると、痔瘻が原因で癌になることもある。肛門狭窄を合併するような裂肛では手術が必要な場合がある。
ただいずれにしても裂肛の治療中は、排便後に入浴するなどして、肛門周辺を清潔にしておくことが望ましい。
それから僅かではあるが出血することもあるので、裂痔を患った後、大腸などに異常が生じて出血した場合に、それも裂肛によるものと思い込み、大腸癌などの病気に気づくのが遅れる可能性も指摘されているので注意が必要である。なお排便時に痛みを感じないのに出血する場合は、裂肛ではなく別な疾病による出血である可能性が高い（上記にもある通り、基本的に裂肛は排便時に鋭い痛みを伴う）。また仮に排便時に痛みがあっても、出血がある場合は別な疾病である可能性も考慮した方が良い。特に出血量が多い場合は、裂肛以外の疾病であると考えて良い（上記にもある通り、基本的に裂肛による出血は微量）。